# Apogon chrysotaenia
Apogon chrysotaenia es una especie de pez de la familia de los apogónidos en el orden de los perciformes.

## Morfología
Los machos pueden alcanzar los 12 cm de longitud total.

## Distribución geográfica
Se encuentran desde Indonesia hasta el noroeste de Australia. También en Nueva Zelanda.